# Zeitschrift für Ostmitteleuropa-Forschung
La Zeitschrift für Ostmitteleuropa-Forschung/Journal of East Central European Studies (ZfO/JECES ; Revue pour la recherche de l’Europe centrale et orientale, en français) est une revue faisant appel à l'évaluation d'experts et spécialisée dans l’histoire et la culture de l’Europe centrale et orientale en allemand, ainsi qu'en anglais. Publiée actuellement par douze historiens allemands et américains sur ordre du Herder-Institut für historische Ostmitteleuropaforschung (Institut Herder pour la recherche historique de l’Europe centrale et orientale) de Marbourg, elle paraît de façon trimestrielle dans la maison d’édition propre à l’institut.

## Histoire
La ZfO est fondée en 1952 sous le nom Zeitschrift für Ostforschung (Revue pour la recherche de l’Est), puis publiée sur ordre du Johann-Gottfried-Herder-Forschungsrat (Conseil de recherche Johann-Gottfried-Herder) de Hermann Aubin, Herbert Schlenger et Erich Keyser. Jusqu’en 1969, la ZfO paraît dans la maison d’édition Elwert Verlag à Marbourg. En 1994, les droits d’éditeur passent du Forschungsrat au Herder-Institut. En 1995, la ZfO obtient le nom qu'elle porte encore, la Zeitschrift für Ostmitteleuropa-Forschung. 
Les articles dans la ZfO traitent du sujet de la Pologne, la République tchèque, la Slovaquie, le Belarus, l'Ukraine, la Lituanie, la Lettonie, l'Estonie et la Hongrie actuels ainsi que de l’enclave russe, le Kaliningrad. Mis à part des articles scientifiques et billets, la ZfO contient aussi des critiques et des bilans de recherches scientifiques. De plus, des revues apparaissent environ deux fois par an traitant d’un sujet particulier, dans le cadre du comptage régulier des revues. Ces revues sont composées par des éditeurs invités et les noms de ceux-ci sont cités. Durant les premières décennies ont aussi été publié des bibliographies de choisies sur l’histoire du pays ainsi que des nécrologies et comptes rendus de congrès. Pendant ces premières décennies les éditeurs se voyaient toujours dans la tradition de la recherche allemande de l’Est. La ZfO évite l’ancienne fixation sur la partie allemande de l’histoire de l’Europe centrale et orientale. Sa tâche est plutôt de montrer l’hétérogénéité de la région de manière historiographique.
Les articles dans la ZfO sont expertisés selon les conditions d’un examen par les pairs à double anonymat. De plus, les critiques sont publiées sur le site du Herder-Institut ainsi que sur les portails en ligne recensio, clio-online.de et sehepunkte.de.

## Éditeurs
- Hermann Aubin (de) (1952–1967)[1]
- Friedrich Benninghoven (1969–1994)[1]
- Hans-Jürgen Bömelburg (de) (depuis 2012)[1]
- Karsten Brüggemann (de) (depuis 2008)[1]
- Włodzimierz Borodziej (de) (1998–2011)[1]
- John Connelly (depuis 2001)[1]
- Stefan Hartmann (1990–2007)[1]
- Peter Haslinger (de) (depuis 2008)[1]
- Jörg K. Hoensch (de) (1995–2001)[1]
- Winfried Irgang (1989–2008)[1]
- Bernhart Jähnig (1995–2007)[1]
- Hans-Jürgen Karp (de) (1982–1990)[1]
- Erich Keyser (de) (1952–1959)[1]
- Jerzy Kochanowski (seit 2015)[1]
- Eugen Lemberg (de) (1960–1975)[1]
- Christian Lübke (de) (depuis 2001)[1]
- Małgorzata Mazurek (seit 2015)[1]
- Eduard Mühle (de) (depuis 1995)[1]
- Michael G. Müller (de) (1998–2011)[1]
- Alvydas Nikžentaitis (de) (depuis 2008)[1]
- Ludwig Petry (1969–1991)[1]
- Friedrich Prinz (de) (1976–1994)[1]
- Gotthold Rhode (1967–1990)[1]
- Herbert Schlenger (1952–1968)[1]
- Roderich Schmidt (1974–2000)[1]
- Ralph Tuchtenhagen (de) (depuis 2008)[1]
- Gert von Pistohlkors (de) (1983–2007)[1]
- Hugo Weczerka (1969–2007)[1]
- Hellmuth Weiss (de) (1960–1990)[1]
- Thomas Wünsch (de) (2004–2015)[1]